# Битка при Велбъжд
Битката при Велбъжд се води на 28 юли 1330 г. в околностите на Велбъжд (дн. град Кюстендил) между българската войска, водена от цар Михаил III Шишман Асен, и сръбската войска, предвождана от крал Стефан Урош III Дечански. Завършва с поражение за българите.
Сръбското кралство, възползвайки се от междуособиците в България и Византия, както и от непрестанните сблъсъци помежду им, успява да завладее част от териториите им. Михаил III Шишман започва подготовка за война със Сърбия, чийто владетел е бившият Михаилов шурей Стефан Дечански. За някои историци Михаил Шишман е единственият български цар (след смъртта на Иван Асен II) опитал се да спре „сръбската експанзия“ и да върне в пределите на България западните ѝ територии, въпреки че те са завоювани от Византия. За целта през пролетта на 1330 г. той сключва антисръбски съюз с византийския император Андроник III Палеолог. Според повечето предположения крайната цел е пълното унищожение на Сръбското кралство и поделяне на земите му между България и Византия. Михаил Шишман привлича в коалицията владетелите на Влашко, Молдова и черните яси.
На 19 юни 1330 г. българските войски тръгват от Търново, но вместо да се насочат направо към сръбската граница, минават през Видин и София. Обикновено като причина за този необичаен обход се сочи желанието на Михаил Шишман да съедини войската си с тази на брат си Белаур, но тъй като брат му пристига след края на битката, явно във Видин са се присъединили татарските наемници на Кара Кишек, син на Чака. Към армията на Шишман се присъединява и влашкият войвода Иванко I Басараб, който е тъст на ловешкия деспот депост Иван Александър и съюзник на българския цар.
Андроник III навлиза в Македония, завземайки четири малки крепости (Дебрица, Добрун, Габаларион и Сидерокастрон) и се установява на лагер край Битоля изчаквайки по-нататъшния развой на събитията. От София българската войска се отправя към крепостта Земен и я превзема. Стефан Дечански първоначално изчаква своя бивш тъст на полето Добрич при сливането на Топлица с Българска Морава, а впоследствие отправя войската си по течението на Морава и през Старо Нагоричане, където в църквата „Св. Георги“ се помолва за мир, се разполага на стан в околностите на Велбъжд. Повечето изследователи приемат, че войските на двамата владетели са били с приблизително равна численост. Според сведенията на Никифор Григора, Михаил Шишман разполагал с 12 000 българи и 3000 „скити“ (татари, яси, алани и власи). Стефан Дечански имал на разположение 14 000 души, към които впоследствие се присъединяват 300 (по сведения на Кантакузин) или 1000 (по сведения на Григора) каталани от известната каталанска компания (испански наемници от областта Каталония). Именно изчаквайки тях, на 24 юли Стефан Дечански предлага на Михаил Шишман еднодневно примирие. Царят приема, т.к. за войската липсват провизии. Установено е, че Белаур не се присъединява към брат си, както не го прави и Иван Александър. Тъй като българската войска страда от липса на продоволствие, в деня на примирието, тя се пръсва по околните селища за набавянето му.
Възползвайки се от изгодната ситуация, сръбският престолонаследник Стефан Душан нарушава примирието и атакува българския лагер. Опитът на Михаил Шишман да организира ефикасна съпротива е неуспешен. Войската на Михаил Шишман претърпява поражение, а самият цар е тежко ранен и умира три дни по-късно в плен. Погребан е по желание на велможите си в църквата „Свети Георги“ в Старо Нагоричане, днес в Северна Македония. Михаил III Шишман е последният български владетел, водещ политика към установяване на военна и политическа хегемония на Търновското царство на Балканския полуостров.